# 어썸 베이비
어썸 베이비는 대한민국의 걸그룹이다. 2015년 노래 '내가 왜'로 데뷔했다.

## 음반
- 내가 왜? (2015)